# Carmelo Musumeci (giocatore di calcio a 5)
Carmelo Musumeci (Catania, 17 dicembre 1991) è un giocatore di calcio a 5 e calciatore italiano, capitano del Meta Catania e della nazionale italiana.

## Carriera

### Club
Originario di Catania ma cresciuto ad Aci Sant'Antonio fin dall'infanzia, gioca a calcio fino ai 21 anni, disputando il campionato di Promozione con le maglie di Sporting Misterbianco e Paternò. Nel 2012 passa al calcio a 5, venendo ingaggiato dall'Acireale in Serie A2. Nonostante qualche iniziale difficoltà, Musumeci si adatta rapidamente alla nuova disciplina: con gli acesi gioca tre stagioni, realizzando 51 reti. Il ridimensionamento dei granata, ripartiti nell'estate del 2015 dalla Serie C2, convincono l'universale a trasferirsi al Meta Catania in Serie B. Con la società di San Giovanni la Punta vince immediatamente il girone G della categoria, centrando la promozione in Serie A2. Divenuto un punto fermo della squadra, in entrambi i campionati successivi risulta il miglior marcatore del Meta, realizzando nella prima stagione 29 reti e nella seconda 17. Al termine della stagione 2017-18, grazie alla vittoria dei play-off, il Meta conquista la promozione in Serie A. Il 10 novembre 2018, nella trasferta vinta per 5-1 contro l'Arzignano, realizza una doppietta che gli consente di raggiungere e superare il traguardo delle cento reti con la maglia del Meta. Si laurea Campione d'Italia nella stagione 2023-24, prima volta assoluta per lui e per il Meta Catania.

### Nazionale
L'esordio in nazionale italiana avviene il 25 settembre 2018, durante l'incontro amichevole pareggiato contro il Belgio per 1-1. Un mese più tardi realizza la sua prima marcatura con la maglia azzurra, siglando la quarta rete con cui l'Italia supera in amichevole la Bielorussia per 4-2. Il 17 gennaio 2022 viene incluso nella lista definitiva dell'Italia per il Campionato europeo 2022.

## Palmarès
- Campionato di Serie A: 2

Meta: 2023-24 e 2024-25
- Campionato di Serie B: 1

Meta: 2015-16 (girone G)
- Premi individuali
Metaverso MVP (2021/22)